# 埃

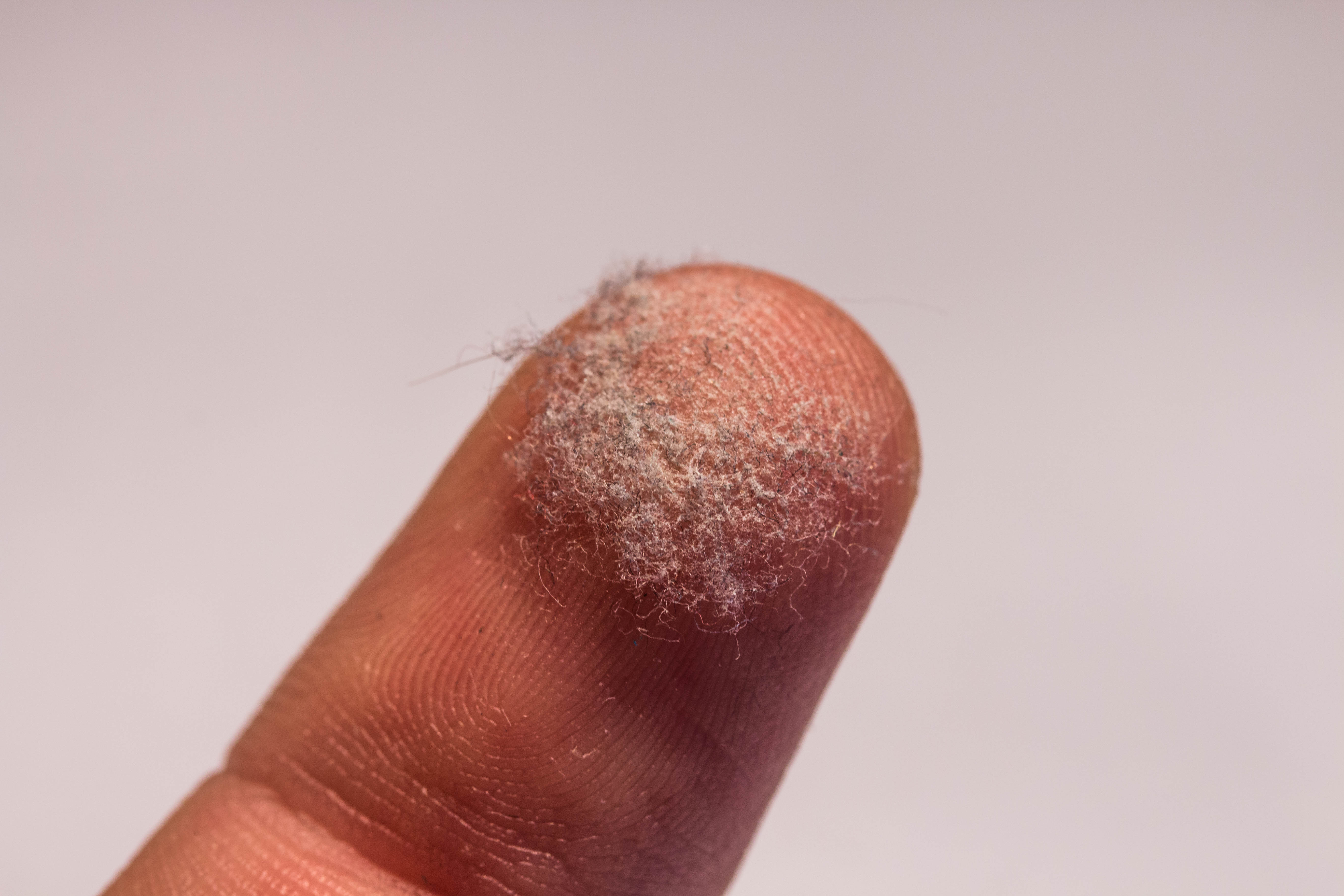
指についた埃

埃（ほこり）は、繊維から出る糸屑（綿からでる綿埃（わたぼこり））、毛髪、ダニ、ダニの糞、カビの胞子、フケなどが空気中に浮遊している状態や床などの隅に集まっている状態である。目に見える状態の埃を構成している物体にはたくさんの色があるが、減法混色と、埃を構成している物体と物体の間に隙間があることから、埃は人間の目では灰色に見える。
なお、「埃」であっても、スス払いなど、「すす（煤）」と呼ぶことがある。　　　　　　　

## 様々な環境と埃

### 室内環境
室内の埃をハウスダストといい、アレルギー性疾患、電気製品の故障、電気プラグ接続部からの火災などの原因となる。

## 掃除
屋内の掃除の場合は、掃除機やほうきで取り除く。新聞紙を濡らして、小さく切ってまくと、埃が舞い散らずにほうきなどで集めることができる。雑巾やモップを使うこともある。商業施設、公共施設など大規模な場所では、大型の清掃機器を使うことがある。
高所にある場合ははたきを使い、その後、床に落とした埃を集めて捨てる。空気中に浮遊しているものは、空気清浄機で取り除く。パソコンの内部の場合はダストスプレーを用いて吹きとばす。また、プラスチック製品はその静電気によって埃を呼ぶため、定期的に清掃する必要がある。